# Rock in Opposition
Rock in Opposition (RIO) var en rörelse bestående av ett antal "progressiva" rockgrupper i slutet av 1970-talet som ansåg sig vara i opposition mot musikindustrin som inte erkände deras musik. Initiativtagare till rörelsen var den brittiska gruppen Henry Cow som i mars 1978 inbjöd fyra europeiska grupper till London för att framträda på en festival med namnet "Rock in Opposition". De grupper som framträdde vid festivalen var:
- Henry Cow (England)
- Stormy Six (Italien)
- Samla Mammas Manna (Sverige)
- Univers Zéro (Belgien)
- Etron Fou Leloublan (Frankrike)

Efter festivalen blev RIO en formaliserad organisation som syftade till att företräda och främja sina medlemmar. Tre ytterligare grupper anslöt sig också: Art Bears, Art Zoyd och Aksak Maboul, och fler festivaler hölls senare i Frankrike, Italien och Sverige.
RIO som rörelse varade inte länge. RIO var inte företrädare för en viss musikstil, men begreppet har senare använts för att klassificera de band som ingick i eller utvecklades från rörelsen.